# Шувачки, Златомир
Златомир Шувачки (серб. Златомир Шувачки / Zlatomir Šuvački; 26 ноября 1945, Српски-Итебей) — сербский югославский гребец-байдарочник, выступал за сборную Югославии в конце 1960-х — начале 1970-х годов. Участник двух летних Олимпийских игр, участник многих международных регат, многократный победитель регат национального значения.

## Биография
Златомир Шувачки родился 26 ноября 1945 года в селе Српски-Итебей Средне-Банатского округа автономного края Воеводина, Югославия.
Первого серьёзного успеха на взрослом международном уровне добился в сезоне 1968 года, когда попал в основной состав югославской национальной сборной и благодаря череде удачных выступлений удостоился права защищать честь страны на летних Олимпийских играх в Мехико. Стартовал здесь в зачёте двухместных байдарок на дистанции 1000 метров вместе с опытным напарником Станишей Радмановичем, ранее принимавшим участие уже в двух Олимпиадах — в итоге они со второго места квалифицировались на предварительном этапе, уступив лишь команде ГДР, после чего на стадии полуфиналов стали лишь четвёртыми и не попали, таким образом, в финал.
После Олимпиады в Мехико Шувачки остался в основном составе гребной команды Югославии и продолжил принимать участие в крупнейших международных регатах. Так, будучи одним из лидеров югославской национальной сборной, он благополучно прошёл отбор на Олимпийские игры 1972 года в Мюнхене. На сей раз выступал в программе четырёхместных байдарок на километровой дистанции совместно с такими гребцами как Иван Охмут, Милош Кралй и Душан Филипович — они показали третий результат на предварительном квалификационном этапе позади команд из СССР и Восточной Германии, в то время как в полуфиналах стали последними пятыми. Вскоре по окончании этих соревнований Златомир Шувачки принял решение завершить карьеру спортсмена, уступив место в сборной молодым югославским гребцам.